# José Suárez Olvera
José Suárez Olvera (1921, Querétaro de Arteaga, México – 1969, Ciudad de México, México) fue un pintor mexicano del siglo XX.  

## Biografía
Nace un 3 de abril de 1921 en la ciudad de Querétaro.  Hijo de Don Federico Suárez Ladrón de Guevara y Doña Mercedes Olvera de Suárez, fue el más pequeño de cinco hermanos. A raíz de la cancelación del Congreso eucarístico en 1924, que ocasionó en breve la rebelión cristera, se muda junto con su familia a la Cd. de México. Cuando cumple siete años ingresa al Colegio Francés La Salle de México. Su verdadera vocación siempre fue la pintura, lo cual se manifestaba en las bajas calificaciones obtenidas en todas las materias, con excepción de Dibujo, en la que obtenía mención honorífica.
Cuando cumplió ocho años conseguía en sus retratos un gran parecido físico, y fue en estas fechas cuando hizo un retrato del Rey Alberto de Bélgica y su hijo Leopoldo. Su madre, se los envió al mismo rey con una dedicatoria del autor, y el rey correspondió con dos cartas de agradecimiento.  Alrededor de los diez años, José decide no regresar al colegio a pesar de su padre, pero su madre y su hermano estuvieron de acuerdo con él y decidieron apoyarlo.

## Juventud artística y primeros trabajos
Al primer taller que concurre,  fue al del Mtro. Carlos Ruano Llopis, quien en ese entonces tenía un estudio de pintura y ofrecía clases particulares, aunque el pintor no estaba muy seguro de recibirlo debido a su corta edad.  Su hermano Francisco abandonó a su vez sus estudios y comenzó a trabajar para solventar el pago al Maestro Ruano Llopis, quien a pesar de haberlo recibido, frecuentemente se encerraba en un salón con el resto de los alumnos, dejándolo fuera del mismo.  Cuando Doña Mercedes y su hermano le reclamaron al maestro, este respondió diciendo que no quería enseñar su colorido al chaval, pues era un pintor impresionista y a su punto de vista José abarcaría todos los estilos y lo vislumbraba como un futuro genio.
Después de dos años de estudio con el Mtro. Ruano Llopis, Doña Mercedes y su hermano le montan un pequeño estudio, que debido a "las malas compañías" es rápidamente desmontado por su madre, quien le obliga a pintar en su casa. En 1937, continuó su formación en la Academia de San Carlos, bajo la dirección de Lorenzo Rafael, así estudió con los maestros Coria,  José Bárcenas,  Pastor Velázquez,  Fidias Pacheco, Elizondo, Armando Drester, entre otros.  Cada maestro le enseñaría su especialidad, incluyendo el manejo de la acuarela, pintura, figura, paisaje, modelado, retrato y colorido impresionista.  Da a conocer sus primeras pinturas en la revista Tric Trac.  Al mismo tiempo atiende a cursos de anatomía y disección del Dr. Dublán, en la Facultad de medicina de la UNAM.
Cuando José cumple quince años, su hermano le monta otro estudio, esta vez en los altos del Café Tupinamba (en la calle de Bolívar, en el centro de la capital), y al ser este sitio un centro de reunión de los toreros de la época, le permitió hacer amistad con algunos de ellos.  Es en este sitio que conoce también a un publicista de apellido Dueñas, que editaba una pequeña revista y también al fotógrafo y periodista Melhado, quienes le hacen sus primeras publicaciones sobre temas taurinos, en la revista Jueves de Excélsior.
Es en este momento cuando el padre de José comienza a vislumbrar algo fuera de lo común en la pintura de su hijo, y es él quien insiste que se mude a un estudio de mayor tamaño en el mismo edificio.  Poco tiempo después José comienza a tener problemas con el administrador del edificio, y es así como al cabo de un tiempo se clausuraría su segundo estudio.
Amigo de Fermín Espinosa "Armillita", Jesús Solórzano, Silverio Pérez, Juan Silvetti, Luis Castro "El Soldado" y Carlos Arruza entre otros, como aficionado, cartelista, pintor de manolas o como colaborador del Periódico Excélsior, El Redondel, El Universal y varias revistas especializadas, ilustró con apuntes al natural de la reseña taurina del domingo en la Plaza de Toros México.
A los 17 años se separa de la escuela aprendida de Ruano Llopis y trabaja como autodidacta, sin incorporarse a ningún movimiento pictórico avalado por el gobierno mexicano.

## Muralismo y Arte Religioso
En la época de los cuarenta, la Segunda Guerra Mundial atrapa la atención del artista, y la idea de la muerte y la desolación se refleja en su pintura en varias obras como "Imágenes de guerra!, " Por la Victoria" y "Guerrero Español" (paradero desconocido), y reflejan el silencio y la melancolía del artista.  Es entonces cuando repentinamente busca la soledad y busca un período de aislamiento.
Siendo amigo del párroco Rdo. Manuel Solar de la Iglesia San Felipe Neri, La Profesa, se le dio la oportunidad de montar un pequeño taller dentro de las paredes del templo, a cambio el artista trabajó en la restauración de los cuadros de la pinacoteca, que tienen obras virreinales, así vivió en la iglesia, haciendo una vida monacal durante dos años. Decía que del mundo ya sabía todo, y en ese momento, el silencio sería su maestro.  Es en este retiro que José Suárez adquiere su inclinación por la pintura religiosa. Posteriormente reúne varios cuadros para montar una exposición que presentaría en las Galerías Artísticas.  Fue también cuando, por primera vez, pintó del natural a un personaje del gobierno:  el general Maximino Ávila Camacho, hermano del entonces presidente de la República, Manuel Ávila Camacho.  Don Maximino le promete ser el padrino de su exposición, pero un mes antes de que esta se inaugurara, ya con publicaciones que anunciaban el padrinazgo en el "Jueves de Excélsior", murió su protector, viendo frustrado su gran lanzamiento.

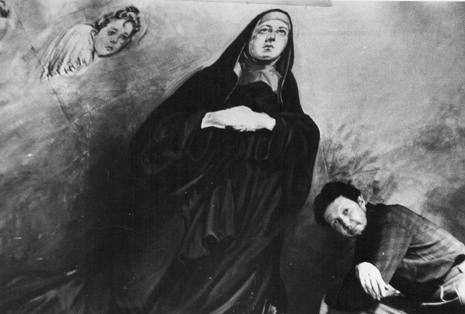
"La Ascensión de Santa Rita de Casia" por José Suárez Olvera, Iglesia de Santa Rita de Casia, México D.F.

 En 1942, su madre cae gravemente enferma, y después de un tiempo fallece y con tan solo un mes de diferencia muere también su padre. Su hermano Federico contaba que estos grandes golpes de la vida, la tristeza y el amor proveían al artista de mayor sensibilidad, y lo hacían crecer.  Durante un tiempo realiza muchos cuadros de los cuales se desconoce el paradero.  Algunos simplemente los regalaba, otros los vendía a precios que no cubrían ni el importe de los materiales.
En 1948 pinta uno de los murales del nuevo Toreo de Cuatro Caminos, y en 1960 se realiza una copia en mosaicos bizantinos para el mismo sitio.  El título de ambos es "Luz y Sombra".
En la década de los cincuenta acepta la realización de cuadros por encargo, dejando a un lado el anhelo de realizar sólo óleos de su propia inspiración.
En 1955 es llamado por la orden franciscana y en el Templo de San Francisco el Grande le es encomendada la creación de 6 cuadros al óleo.  Cada tela mide 8 X 12 m, que suman 576 m² y narran seis episodios de la vida del Santo de Asís:  " La conversión de San Francisco" o "El Cristo de San Damián", "Canto al Hermano Sol", "Glorificación de San Francisco y las Tres órdenes", "Las Estigmas", " El primer Nacimiento" y "San Francisco despojándose de sus vestiduras".(1955-1962)
Entre otras obras religiosas monumentales se encuentran "La ascensión de Santa Rita", en la iglesia de Santa Rita de Casia, en México, D.F.1960), El "Sueño de las dos columnas de San Juan Bosco" y "El Primer sueño de Juan Bosco", en el Ex-Convento de Santa Inés, en México, D. F.(1963), Un cuadro monumental de la Virgen de Guadalupe con San Juan Diego y Fray Juan de Zumárraga que se encuentra en el Templo de San José, en Monterrey, N.L.(1960-1962), Un icono en hoja de oro de la Virgen del Socorro, que se encuentra en el altar principal del Santuario de Nuestra Señora del Socorro, en San Luis Potosí (1965), San Francisco de Asis, en el colegio Simón Bolívar para Niñas, en la Cd. de México (1965), los Murales del Viacrucis de la parroquia de San José, en Almoloya de Juárez, Edo. de México,(1965)  entre muchos otros.

## Voz del Pueblo, Voz de Dios
Entre 1946 y 1948, Diego Rivera pinta el mural "Sueño de una tarde dominical en la Alameda Central", en el Hotel del Prado, inaugurado en la Cd. de México en 1948.
Desde que se conoció la existencia de la frase "Dios no existe", que el pintor anotó en un pergamino que Ignacio Ramírez "el nigromante" sostiene, el mural convirtió a la polémica en su compañera cercana: antes de la inauguración, un sacerdote se negó a bendecirlo. Un grupo de creyentes estudiantes de ingeniería atentó contra la obra, rayando con cuchillos la cara de Diego niño, y borrando esta máxima. Durante un viaje de Diego Rivera a Rusia por motivos de salud, su amigo Carlos Pellicer, gran devoto y creyente, le escribe una carta y le sugiere que piense en otra frase.
Causó tal estupor en la conservadora sociedad de la época, que el cineasta Ismael Rodríguez, en una de las películas de la saga "Nosotros los Pobres, Ustedes los Ricos" el personaje de "Pepe el Toro" le responde al muralista al proyectar en una barda su propia creencia: "Dios sí existe".
Por su parte, José Suárez Olvera confrontó la afirmación "Dios no Existe" con la pintura más controversial de su obra: "Voz del Pueblo, Voz de Dios". Se manifiesta conforme a los que experimentan la violación a sus derechos de libertad religiosa, sin importar las repercusiones que enfrentaría por esta oposición a la obra.
El diario Novedades de México publicaba en su edición del 20 de junio de 1948: "Voz del Pueblo, Voz de Dios" de José Suárez Olvera es   "La más cumplida respuesta al desplante del stalinista, antistalinista, trotskista y nuevamente stalinista y antitrotskista pintor"
En el momento en que fue creado, "Voz del Pueblo, Voz de Dios" representó el pensamiento emocional de la población creyente, heredera de una ancestral cultura religiosa. En su apariencia, exalta valores estéticos y su factura corresponde a las nuevas formas plásticas de su época. En su índole sociocultural, correspondió a las creencias y los valores del pueblo mexicano.
Cabe mencionar que el artista logró composición y concepto de esta obra en tan solo 20 días.

## Retratos
Su trabajo como retratista fue muy reconocido y salen de su paleta las figuras más relevantes del medio artístico, social y político de la época, contando entre sus obras con retratos de presidentes, generales, artistas cinematográficos y muchos más.  En el año de 1964, pintó un retrato de Don Benito Juárez García, por encargo expreso del Lic. Ernesto P. Uruchurtu, para presidir la Sala de Plenos del Palacio de Justicia.
Elaboró más de 100 retratos, entre ellos vale la pena mencionar los de importantes personajes como: Mahatma Gandhi, José Ma. Morelos y Pavón, Francisco I. Madero, Lic. Benito Juárez, Lic. Ernesto P. Uruchurtu, Lic. Miguel Alemán Valdez, Lic. Gustavo Díaz Ordaz,  Sra. Ma. Guadalupe Borja de Díaz Ordaz, Lic. Luis Echeverría Álvarez, Sra. Esther Zuno de Echeverría, el empresario Sr. Nasta, los actores Marga López, Enrique Rambal, Manuel López Ramos, Mtro. Luis Márquez, el cronista taurino Pepe Alameda, entre muchos otros.
La mayoría de estos cuadros forman parte de colecciones particulares.

## Exposiciones y premios
- 1943 - Exposición individual con cuadros sobre toros y sobre la guerra.  Galerías Artísticas de México, D.F.
- 1944 - Temas taurinos y cuadros religiosos.   Galerías Riveroll, México, D.F.
- 1947 - Exposición en el Salón Nacional de Pintura.
- 1951 - Exposición en el Country Club de la Cd. de Caracas, Venezuela.
- 1954 - Exposición en la XI Asamblea Nacional de cirujanos.  Premiado por su cuadro "Agonía".
- 1966 - Participa en la Semana Mexicana, invitado por el cónsul de México en boston y por el presidente del Consejo de Asuntos Internacionales del Centro para educación e Información de esa ciudad.[1]

## Conclusiones
José Suárez Olvera sostuvo que era indispensable pintar lo que sentía, ya que el arte solo podía tener preferencia por el arte mismo.  Por ello su pintura es una mezcla del estilo académico con reminiscencias del arte neoclásico, que fueron propios del siglo XIX, en la que siempre buscó darle un marcado realismo y el sentimiento que para él era esencial.  Cuidaba mucho sus composiciones con base en cánones clásicos.  El color lo manejaba sin estridencias, y solía destacar los tonos cálidos por sobre los fríos.  Su manejo del dibujo al carbón o a la sanguina fue excelente, aunque solo lo utilizara como su medio para bocetar, y una vez hecho, repasaba las líneas principales de la obra con una aguada de aguarrás teñida con un poco de tierra de siena.  Tenía en su estudio obras de numerosas escuelas y técnicas, para demostrar que las conocía y las trabajaba.  Para atender su propia personalidad prefirió la pintura religiosa como base, ya que en ella buscaba la realidad, la viveza y el colorido.  Su pintura se considera académica, guiada por la escuela antigua, mostrando una gran influencia de la escuela española y flamenca, aunque pintó algunos cuadros con motivos mexicanos.
Fallece el 24 de diciembre de 1969, a los 48 años.

## Citas
- "La primera vez que Juan Silvetti me hizo torear, sugirió que debía hacerlo  -teniendo él-  una pistola en la mano, porque para pintar cosas taurinas había que sentir muy de cerca toda la emoción posible.  Y él tenía toda la razón."
- "Ante tanta ciencia que maravilla, el hombre debe volver a la religión, que es la verdadera fuente de paz..."
- "Se debe únicamente a la reacción que me produjo el insulto de Diego Rivera... nada más..."
- "Ahora el silencio iba a ser mi maestro"
- "Considero mi estilo académico basado en el arte español.  Este estilo clásico que hizo famoso en el mundo el gran Velázquez y que gusta especialmente a los feligreses de las iglesias católicas, es un estilo bello, de natural colorido y singular expresión.  Yo respeto mucho al pintor que hace y cimenta su arte en la academia, pero considero que hacer modernismo sin esa base no es sino ocultar la impotencia del artista que se refugia en ese falso "arte" para engañar a los bobos, a los "snobs..."